# Thomas Savery

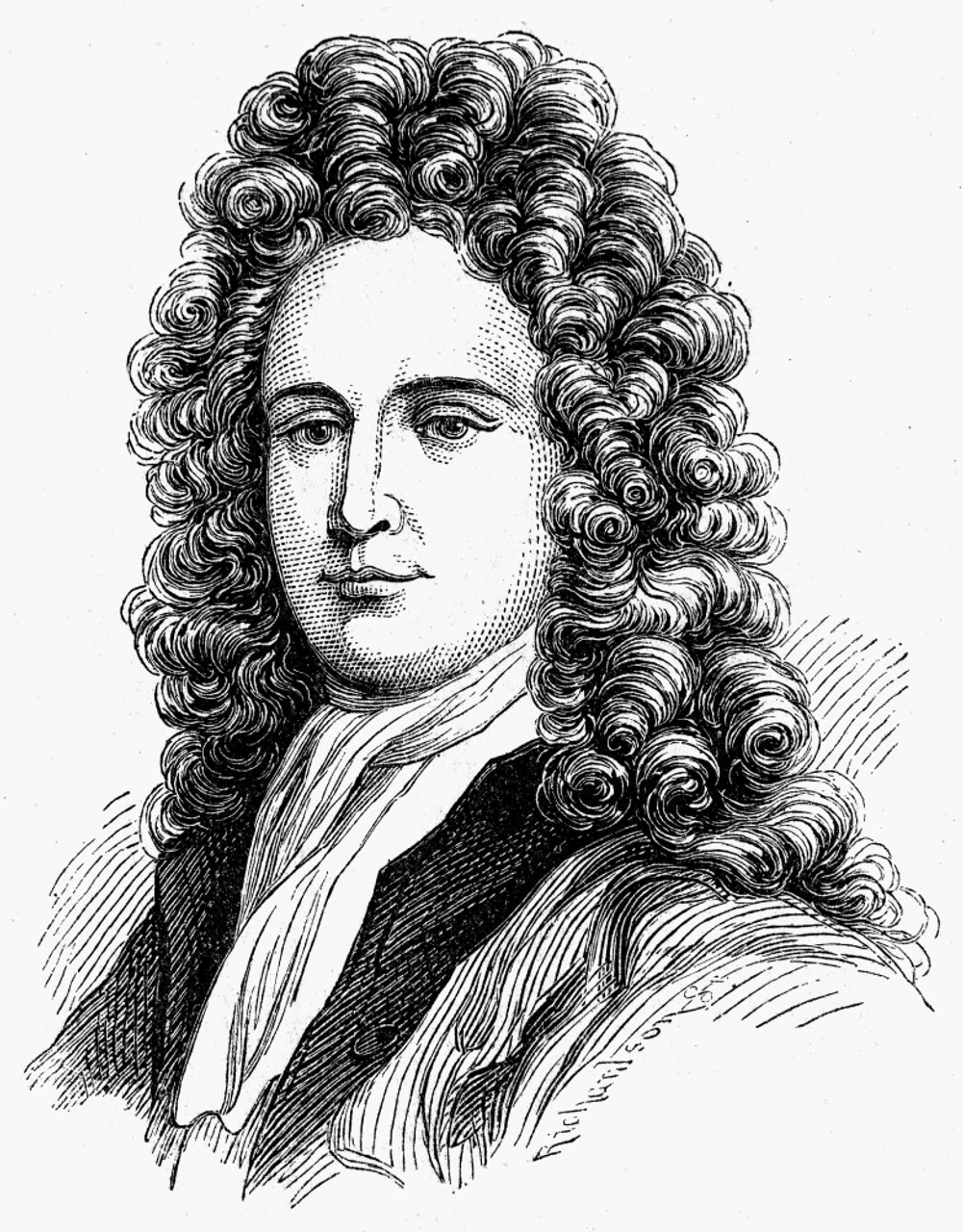
Thomas Savery.

Thomas Savery (Modbury (Devon), 1650 – Londen, mei 1715) was een Engelse ingenieur en uitvinder, bekend als ontwerper van een stoompomp, gebaseerd op het creëren van onderdruk door het condenseren van stoom. Ook de stoommachine die Newcomen een tiental jaar later min of meer onafhankelijk van Savery ontwierp, was op dat principe gebaseerd.

## Levensloop
Over zijn leven is relatief weinig gekend. Savery werd geboren in het adellijk huis Shilstone bij de Zuidoost-Engels plaats Modbury in het graafschap Devon. Hij was vermoedelijk de zoon van Richard Savery en kleinzoon van Christopher Savery of Totnes. Deze Christopher was een handelaar uit Totnes en Sheriff van Devon, in 1619 geridderd en in 1622 overleden. Echter, veel details over zijn persoonlijke leven van Savery en zijn familie zijn niet eenduidig, en documenten ontbreken zoals bijvoorbeeld zijn geboorte-akte.
Thomas werkte als militair-ingenieur, die in zijn vrije tijd werktuigbouwkundige experimenten verrichtte. In 1696 vroeg hij zijn eerste patenten aan voor een machine om glasplaten te polijsten, en voor een peddelwiel-aandrijving voor een schip. Sinds dat jaar tot aan 1715 zouden nog vele patentaanvragen volgen. In 1698 publiceerde hij een aantal van zijn nieuwe zeevaarttechnieken in het "Navigation Improved". Later verlegde hij zijn aandacht naar pompinstallaties, en ontwierp een stoompomp, een voorloper van de Stoommachine van Newcomen.

## Werk

### Stoompomp

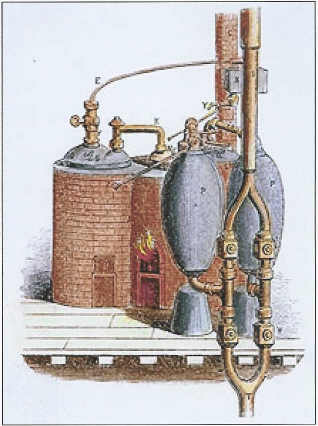
Savery's Miner's Friend uit 1698.

In Zuidoost-Engeland werd er op steeds dieper in de grond steenkool gedolven, waarbij de mijnbouw in toenemende mate te kampen kreeg met wateroverlast. Savery was een van de eerste, die eind 17de eeuw een pompapparaat construeerde om de mijn droog te houden. Als brandstof werd de eigen gedolven steenkool gebruikt. Savery noemde zijn stoompomp "An Engine to Raise Water by Fire", een machine om water op te pompen aangedreven door vuur.
Deze stoompomp werd door Savery gepatenteerd op 2 juli 1698. In de zomer van dat jaar werd zijn machine ook voorgesteld aan koning Willem III in Hampton Court en een jaar later aan de Royal Society. In 1702 publiceerde hij details over deze machine in het boek The Miner's Friend. Savery’s stoompomp had geen zuiger maar gebruikte een combinatie van onderdruk en stoomdruk om het water te verplaatsen. Door het condenseren van stoom met koud water in een gesloten pompketel, ontstond onderdruk en drukte de buitenatmosfeer (1 bar abs ≈ 10 meter waterkolom) het op te pompen water in de ketel.

Werkingsschema van de stoompomp van Savery. De pomp zuigt water aan met ventielen a en c gesloten, en ventielen b en d open. Het stuwt water op met ventielen a en c open, en ventielen b en d gesloten.

De werking was gelimiteerd tot het opstuwen van een kolom water met ongeveer dertig voet (9 meter), en daardoor nog niet bruikbaar in de mijnbouw. Savery deed nog pogingen om de opvoerhoogte te verhogen tot ongeveer vijftig voet (15 meter) door stoomdruk op het wateroppervlak van de pompketel te plaatsen om het water zo weg te drukken, maar de toen hoge stoomdruk op de boiler maakte de installatie onveilig en onbetrouwbaar. Het zou nog bijna een eeuw duren voordat deze technologie ontwikkeld werd, voornamelijk door de Schotse ingenieur James Watt (1736-1819).
De bediening was manueel en daardoor zeer traag en dus onrendabel. Er werden vervolgens nog pogingen gedaan om water te verwijderen uit de Broadwaters mijn in Wednesbury en vervolgens in Staffordshire maar zonder succes. Deze machine was niet geschikt om water uit een mijn op te pompen en de enige bekende werkende versies werden gebruikt voor de watervoorziening in Londen.

### Contact met Thomas Newcomen
Savery werkte voor de ‘Gezondheidscommissie voor Zeelieden’ en hierdoor kwam hij in contact met Thomas Newcomen, eveneens afkomstig uit Devon. Omstreeks 1712 kwam Newcomen tot een overeenkomst met Savery, omdat het patent van Savery zodanig algemeen was opgesteld dat het elke ontwikkeling in dit domein zou kunnen tegenhouden.
De machine van Newcomen werkte alleen onder atmosferische druk, waarbij de gevaren van hogedrukstoom werden vermeden, en gebruikte het zuigerconcept, in 1690 uitgevonden door de Fransman Denis Papin. Door de beide systemen te combineren ontstond de eerste stoommachine die in staat was om water uit de mijnen op te pompen.
Latere pompsystemen waren ook gebaseerd op de Saverypomp, bijvoorbeeld de tweekamerpulsometerstoompomp was een succesvolle ontwikkeling hiervan.

## Publicaties
Savery publiceerde onder andere:
- 1698. Navigation Improved: Or, the Art of Rowing Ships of all Rates in Calms, With a more easy, swift, and steady motion, than oars can. Also a Description of the Engine that performs it; And the Author’s Answers to all Mr. Dummer’s objections that have been made against it. London
- 1702. The Miner's Friend: An Engine to Raise Water by Fire, Described. and of the Manner of Fixing It in Mines.